# Lukas Pöstlberger
Lukas Pöstlberger est un coureur cycliste autrichien né le 10 janvier 1992 à Vöcklabruck en Autriche.

## Biographie
En 2009, Lukas Pöstlberger est champion d'Autriche de cyclo-cross juniors. Passé en catégorie espoirs (moins de 23 ans), il est engagé en 2011 par l'équipe continentale Arbö Gourmetfein Wels. Il est deuxième du championnat d'Autriche du contre-la-montre de sa catégorie.

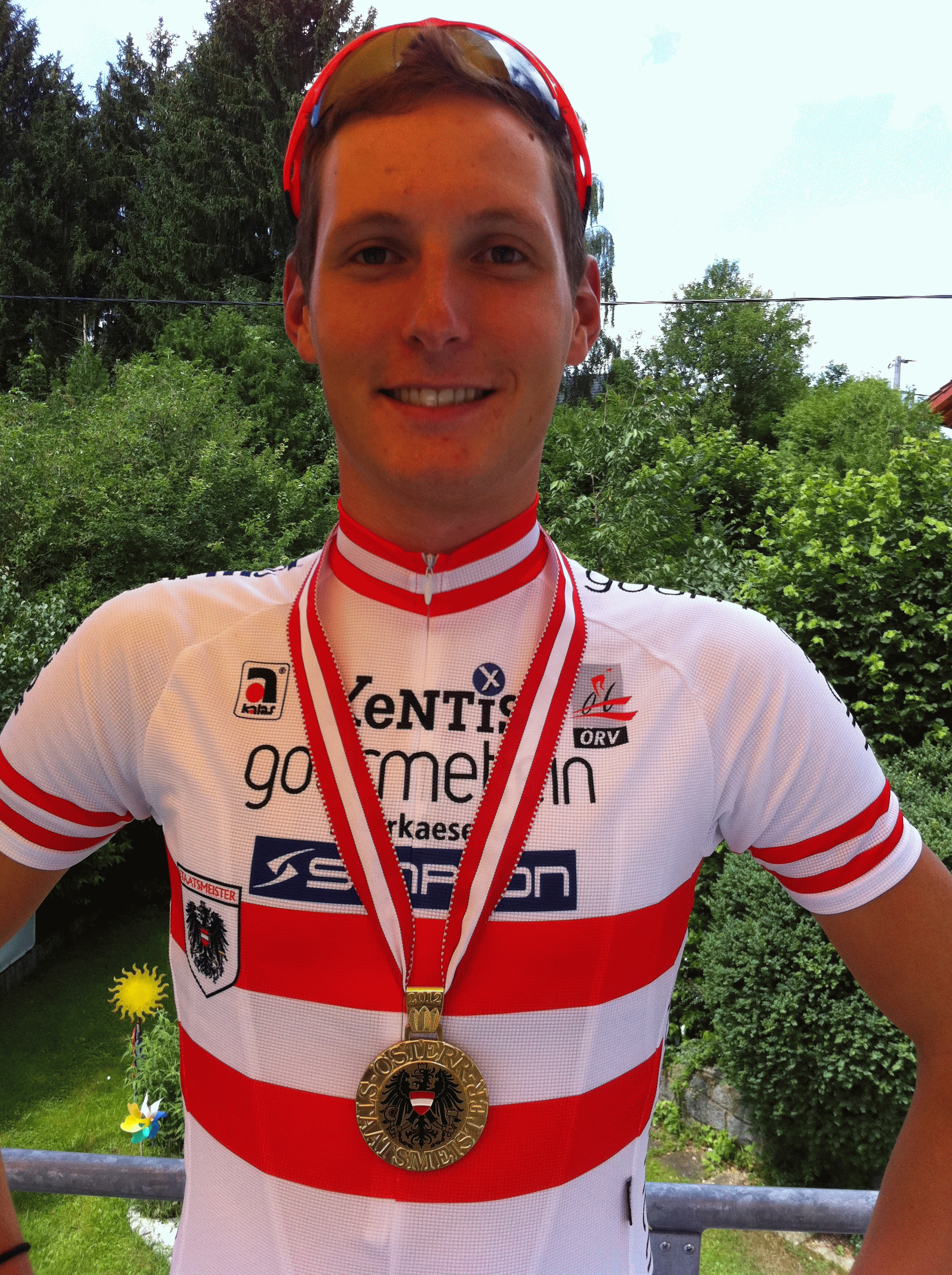
Lukas Pöstlberger après son titre de champion d'Autriche.

En 2012, il est champion d'Autriche sur route élite et à nouveau deuxième du championnat d'Autriche du contre-la-montre espoirs. Avec l'équipe d'Autriche des moins de 23 ans, il gagne une étape du Tour de l'Avenir. Il participe aux championnats d'Europe, où il est 18e du contre-la-montre, et aux championnats du monde aux Pays-Bas, où il est 80e de la course en ligne de sa catégorie.
En 2013, il est champion d'Autriche sur route espoirs et gagne le Grand Prix Kranj. En septembre, il représente l'Autriche aux championnats du monde sur route à Florence en Italie. Il est 61e du contre-la-montre des moins de 23 ans et ne termine pas la course en ligne de cette catégorie.
En 2014, il rejoint l'équipe Tirol. La saison suivante, il remporte le classement général de l'An Post Rás, ainsi qu'une étape du Tour d'Autriche. En juillet, l'équipe Bora-Argon 18 annonce que Pöstlberger rejoint ses rangs en tant que stagiaire à partir du 1er août. Lors de la saison 2016, il remporte une étape du Tour de Haute-Autriche sous les couleurs de l'équipe allemande.
En 2017, à l'occasion du Grand Prix E3, il réalise son premier top 10 sur une classique flandrienne, en terminant à la cinquième place. En mai, il est retenu par son équipe Bora-Hansgrohe pour participer au 100e Tour d'Italie, le premier grand tour auquel il participe. Il surprend le peloton dès la première étape en sortant au kilomètre, pour aller l'emporter devant les sprinteurs. Il s'empare ainsi du maillot rose de leader. Lors de la sixième étape, il participe à l’échappée mais ne finira que troisième après avoir été distancé dans les derniers mètres de l'étape.
En 2020, il fait partie des huit coureurs choisis par la Bora-Hansgrohe pour disputer le Tour de France.  Au début de la dix-neuvième étape, il est atteint de vomissements puis d'un malaise dus à une piqûre d'abeille dans la bouche et est contraint d'abandonner.
Pöstlberger signe un contrat avec BikeExchange Jayco pour 2023 et 2024, une formation qui prend le nom de Jayco AlUla en janvier 2023. En octobre, il remporte le Hong Kong Challenge. Alors qu'il possède encore un contrat avec sa formation, il annonce son départ le 1er novembre.

## Palmarès sur route

### Par année
| - 2011 - 1re étape du Sibiu Cycling Tour (contre-la-montre par équipes) - 2e du championnat d'Autriche du contre-la-montre espoirs - 2012 - Champion d'Autriche sur route - Champion d'Autriche sur route espoirs - 3e étape du Tour de l'Avenir - 2e du championnat d'Autriche du contre-la-montre espoirs - 3e du championnat d'Autriche de la montagne - 2013 - Champion d'Autriche sur route espoirs - Grand Prix Kranj - 9e du championnat d'Europe sur route espoirs - 2014 - Tour Bohemia - 3e du championnat d'Autriche de la montagne - 2015 - Prologue de l'Istrian Spring Trophy - Classement général de l'An Post Rás - 8e étape du Tour d'Autriche - 2e de Belgrade-Banja Luka II - 3e du Trophée Edil C | - 2016 - 4e étape du Tour de Haute-Autriche - 2017 - 1re étape du Tour d'Italie - 2e du championnat d'Autriche sur route - 3e du championnat d'Autriche du contre-la-montre - 5e du Grand Prix E3 - 2018 - Champion d'Autriche sur route - 3e du championnat d'Autriche du contre-la-montre - 2019 - 4e d'À travers les Flandres - 2021 - 2e étape du Critérium du Dauphiné - 2023 - Hong Kong Challenge |  |

### Résultats sur les grands tours

#### Tour de France
4 participations
- 2018 : 132e
- 2019 : non-partant (18e étape)
- 2020 : abandon (19e étape)
- 2021 : 116e

#### Tour d'Italie
2 participations
- 2017 : 114e, vainqueur de la 1re étape,  maillot rose pendant 1 jour
- 2023 : 95e

#### Tour d'Espagne
1 participation
- 2018 : non-partant (19e étape)

### Classements mondiaux
| Année                                 | 2011  | 2012 | 2013 | 2014 | 2015 | 2016  | 2017 | 2018 | 2019 | 2020 | 2021 | 2022 | 2023 |
| ------------------------------------- | ----- | ---- | ---- | ---- | ---- | ----- | ---- | ---- | ---- | ---- | ---- | ---- | ---- |
| UCI World Tour                        |       |      |      |      |      | nc    | 90e  | 355e |      |      |      |      |      |
| Classement mondial                    |       |      |      |      |      | 1320e | 127e | 473e | 296e | 745e | 405e | nc   | 378e |
| UCI Europe Tour                       | 1265e | 309e | 188e | 323e | 75e  | 964e  | 535e | 342e | 242e | 597e | 333e | nc   | nc   |
| UCI Asia Tour                         | nc    | nc   | nc   | 270e | nc   | nc    | nc   | nc   |      |      |      |      |      |
|                                       |       |      |      |      |      |       |      |      |      |      |      |      |      |
| Légende : nc = non classéSource : UCI |       |      |      |      |      |       |      |      |      |      |      |      |      |

## Palmarès en cyclo-cross
- 2008-2009
  -  Champion d'Autriche de cyclo-cross juniors